# Minneapolis Skyway System

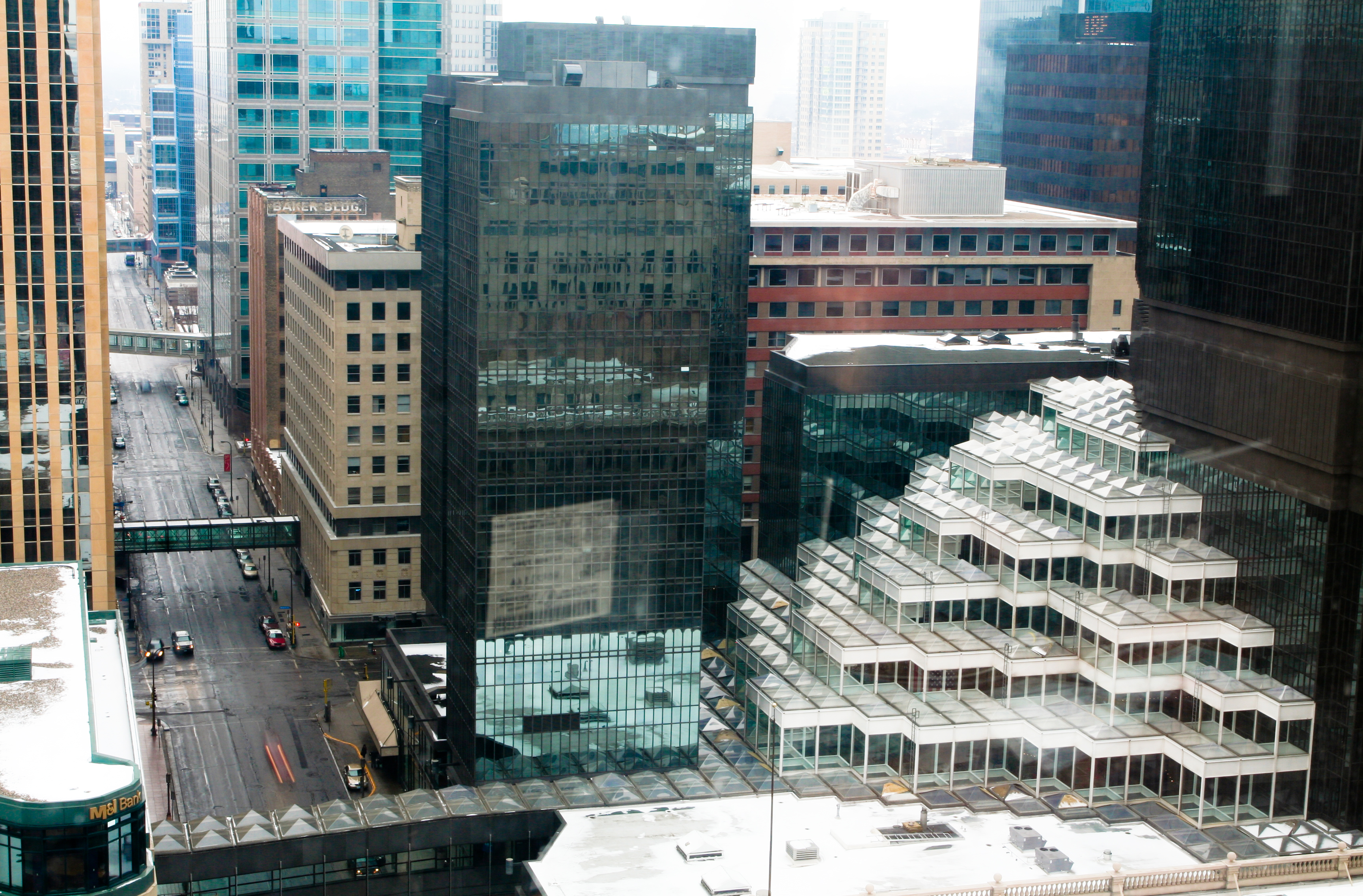
Une partie de la Septième rue (à gauche de la photo) surplombée par plusieurs traversées du en.

Le Minneapolis Skyway System, littéralement le système de passerelles de Minneapolis est un réseau de passerelles reliant les premiers étages de nombreux bâtiments du quartier central (en) de Minneapolis, principale ville du Minnesota. Ce réseau est le plus étendu du monde de ce type, du moins en continu.
Le déploiement de cette infrastructure est porté principalement par l'homme d'affaires Leslie Park et l'architecte Edward F. Baker. Il commence en 1959, mais le véritable succès du réseau n'est perceptible qu'à partir des années 1970, avec son interconnexion progressive. La gouvernance particulière de cette infrastructure associe étroitement les partenaires public et privés, bien que l'infrastructure elle-même reste totalement privée. Un des facteurs expliquant la réussite de son déploiement est l'augmentation de la valeur immobilière que le déploiement du Minneapolis Skyway System a permise.

## Historique

### Conception
Dès les années 1950, l'homme d'affaires Leslie Park s'inquiète de la dévitalisation de celui-ci au profit des banlieues, qui offraient en particulier des stationnements gratuits. Il découvre les projets du jeune architecte Edward F. Baker, formé dans les années 1940. L'idée des deux hommes est d'adapter le centre-ville pour le rendre à nouveau attractif. Un premier projet jamais réalisé aurait pu enjamber la Cinquième Rue ; il est suivi du projet surplombant l'avenue Nicollet et reliant entre eux quatre îlots, servant à la fois de passerelle piétonnière et de couverture à la route située en contrebas, avec des escaliers mécaniques à chaque croisement de rue. Ce projet non plus n'est pas mené à bout, mais il sert de base à d'autres réalisations,,.
Du point de vue de Leslie Park, le réseau n'est pas en priorité conçu pour les touristes, mais pour les employés travaillant sur place. Toutefois, il se heurte à d'autres propriétaires qui craignent que l'opération réduise l'activité commerciale des rez-de-chaussée. Malgré ce peu d'enthousiasme, Park lance en 1959 le projet de Northstar Center, un projet immobilier comprenant un immeuble de bureaux, des magasins, un hôtel et un parc de stationnement. Ce projet est relié à la Northwestern Bank en 1962 par une passerelle enjambant Marquette Avenue. Le succès est immédiat, notamment parce que les piétons s'y sentent en sécurité vis-à-vis du trafic automobile et parce qu'ils y sont protégés des chaleurs estivales ainsi que des froids hivernaux,.
Une fonction annexe de ce système est également de faciliter la circulation automobile en diminuant le flux piéton.

### Succès et développement

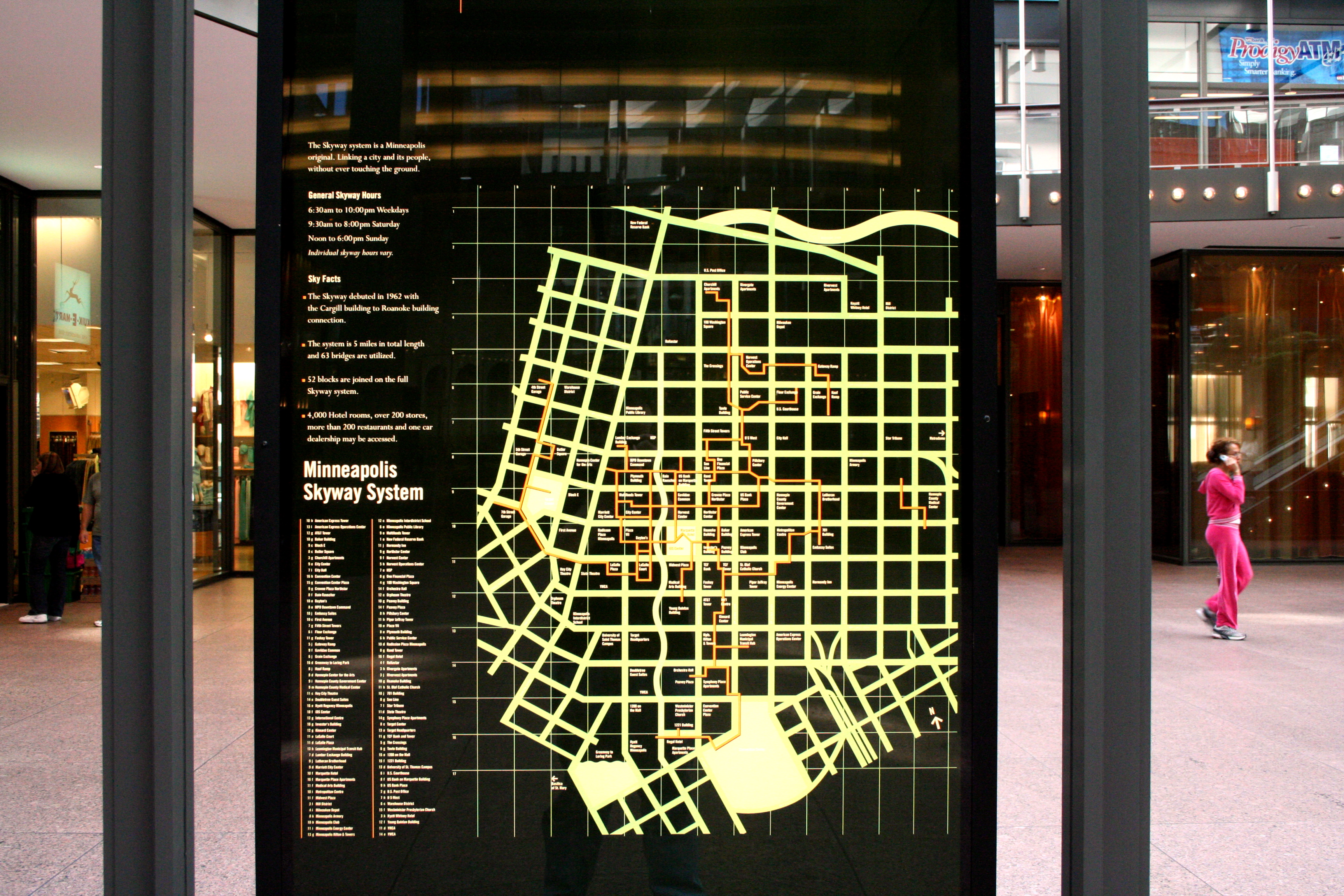
Une carte du réseau de passerelles en 2005.

Ce succès, non seulement auprès du public visé mais également source de flux touristiques, incite d'autres propriétaires immobiliers à imiter le modèle de Leslie Park. Toutefois, les projets étant portés par la sphère privée, ils ne constituent pas un réseau planifié. La cohérence de l'ensemble s'en ressent, avec des différences de niveau sensibles nécessitant le rajout d'escaliers, des couloirs insuffisamment dimensionnés pour les flux de piétons aux heures de pointe. En 1972, sept passerelles sont en place mais elles ne sont pas toutes interconnectées ; à cette date, Leslie Park a pris sa retraite, mais Edward Baker est toujours en activité et joue un rôle important dans le développement du réseau ; il recommande d'associer l'architecte Philip Johnson aux développements futurs. C’est l'achèvement du projet IDS Center, dont la liaison sur quatre côtés par des passerelles est prévue dès sa conception, qui permet la complétion d'un premier réseau ; le paradoxe est que Johnson comprend assez mal le concept des Skyways, qu'il considère essentiellement d'un point de vue architectural et non fonctionnel. Dès lors, le Skyway est un réseau viaire à part entière, qui est bordé notamment de petits magasins, de snacks et de guichets de banque. Les loyers des étages desservis grimpent fortement, jusqu'à égaler parfois ceux des rez-de-chaussée,,.
En 1974, certains observateurs locaux estiment qu'un modèle urbain spécifique est en cours de développement à Minneapolis ; de fait, le réseau continue de s'étendre à travers tout le centre-ville durant les quarante années suivantes, desservant près de 80 îlots et mesurant plus de neuf miles, soit plus de quatorze kilomètres de longueur cumulée, ce qui en fait le plus long réseau de ce type au monde. En 2013, il relie notamment le tout nouveau U.S. Bank Stadium au centre-ville, sans discontinuité,,.

### Maturité
Un renouvellement urbain commence à se faire dès 1982 avec la démolition de la première passerelle et son remplacement par un nouvel ouvrage. Le deuxième élément historique du réseau, construit en 1963, est en revanche toujours en fonctionnement au début des années 2020. Entre 1996 et 2004, un ralentissement de la construction est observé, qui confirme la tendance sigmoïdale que suit la construction du réseau depuis sa fondation. Ce ralentissement montre que le réseau semble alors parvenu à sa phase de maturité. Les modèles mathématiques utilisés en 2009 prédisent une complétion vers 2024 avec un total de 92 passerelles ; les auteurs Corbett, Xie et Levinson estiment que ce nombre est de toute manière difficilement dépassable dans la mesure où il correspond environ au nombre de connexions réalisables sans transgresser les règlements architecturaux en vigueur.

Diverses vues du système de passerelles
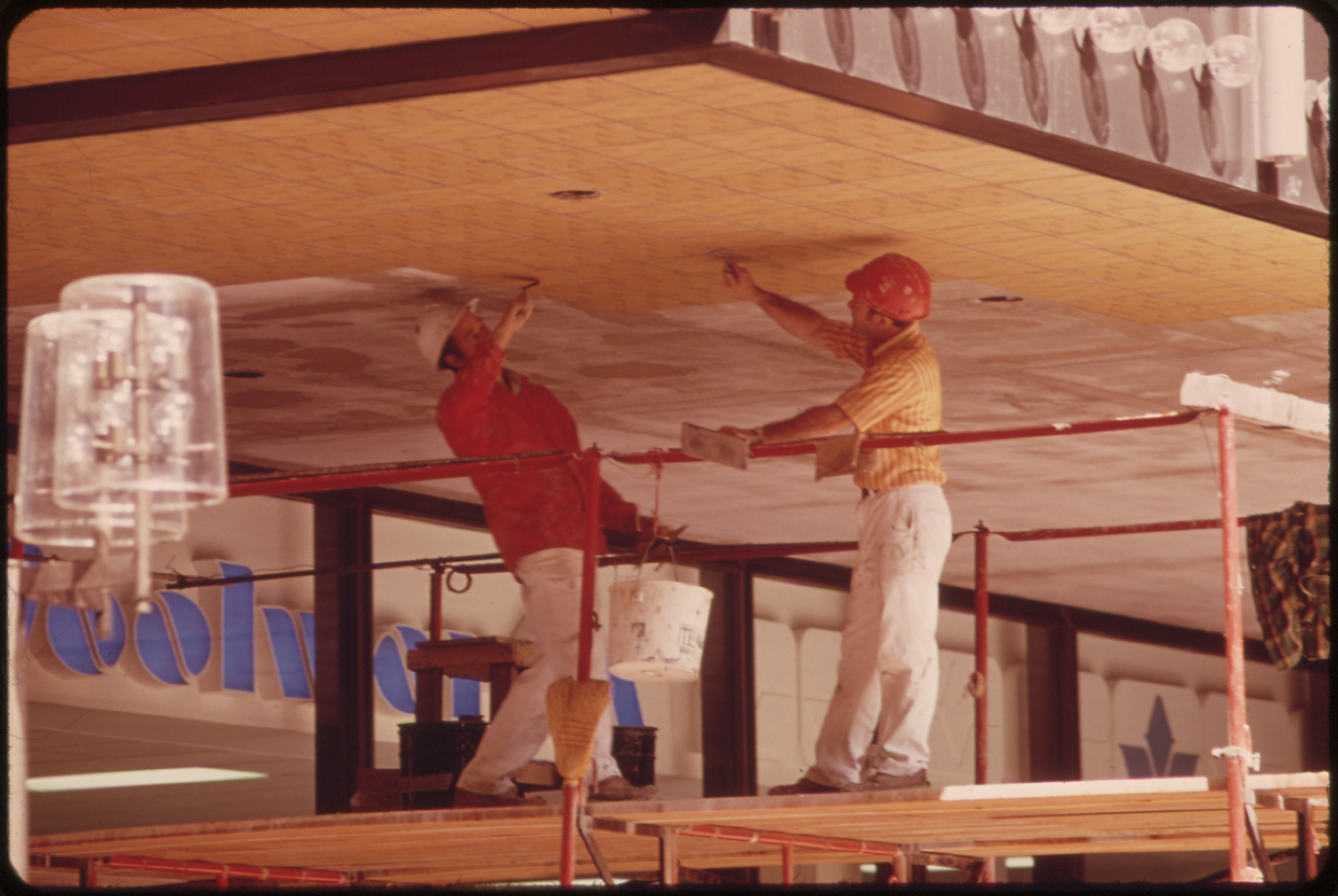
Passerelle en cours de complétion en juin 1973 à proximité du Nicollet Mall (en).
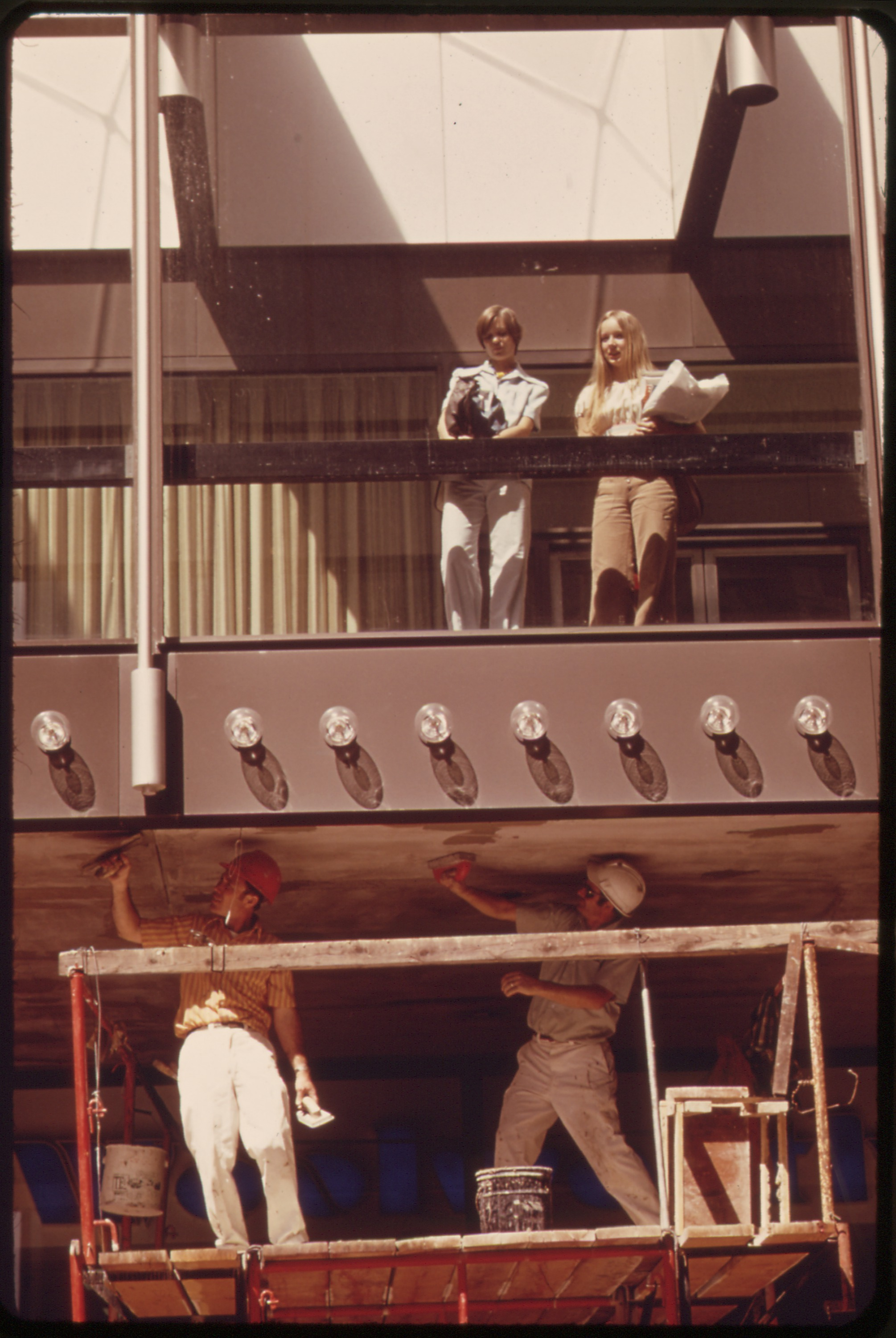
Les travaux de la même passerelle vus sous un autre angle.
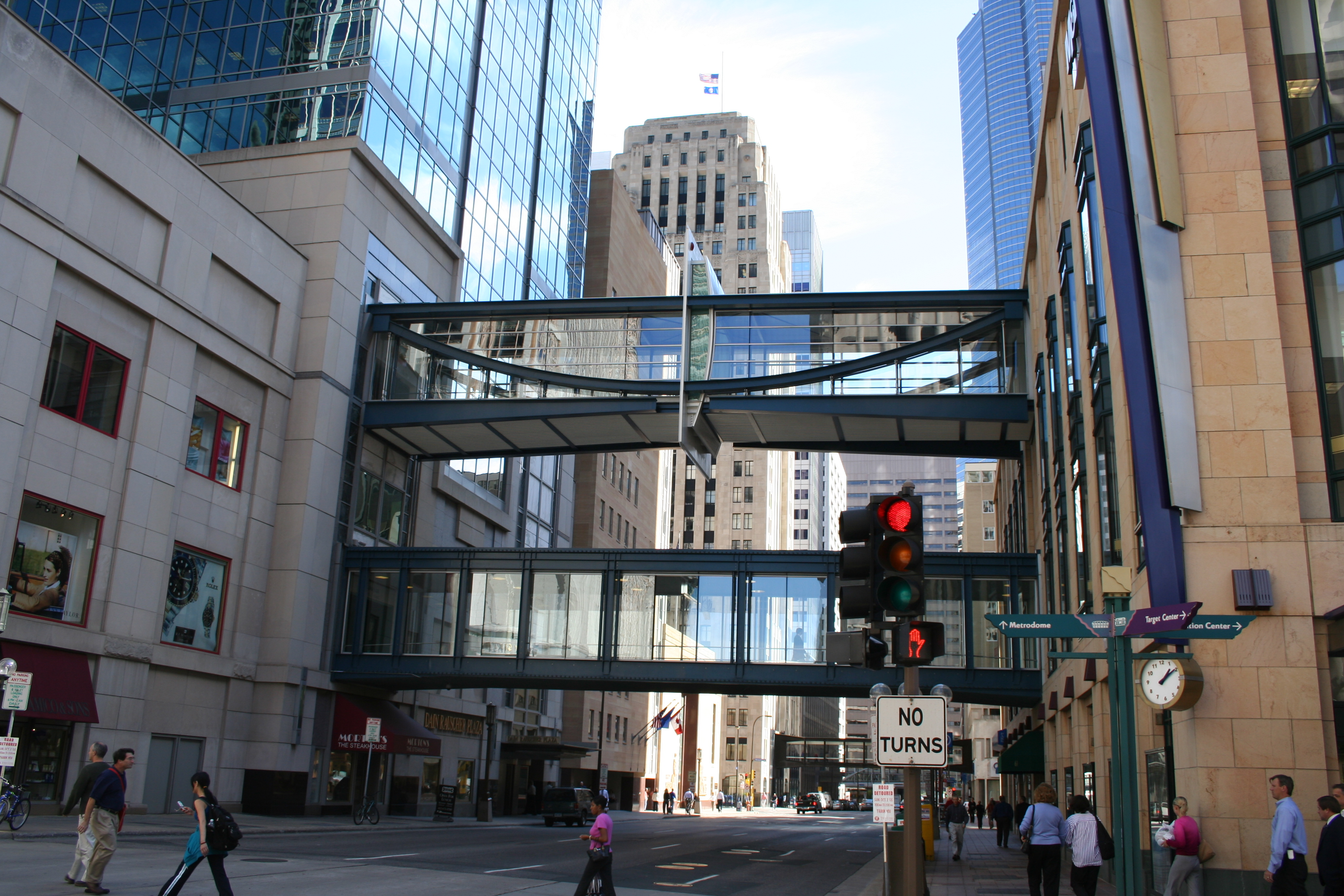
La Sixième Rue est franchie par deux niveaux de passerelles pour desservir le Gaviidae Common (en).
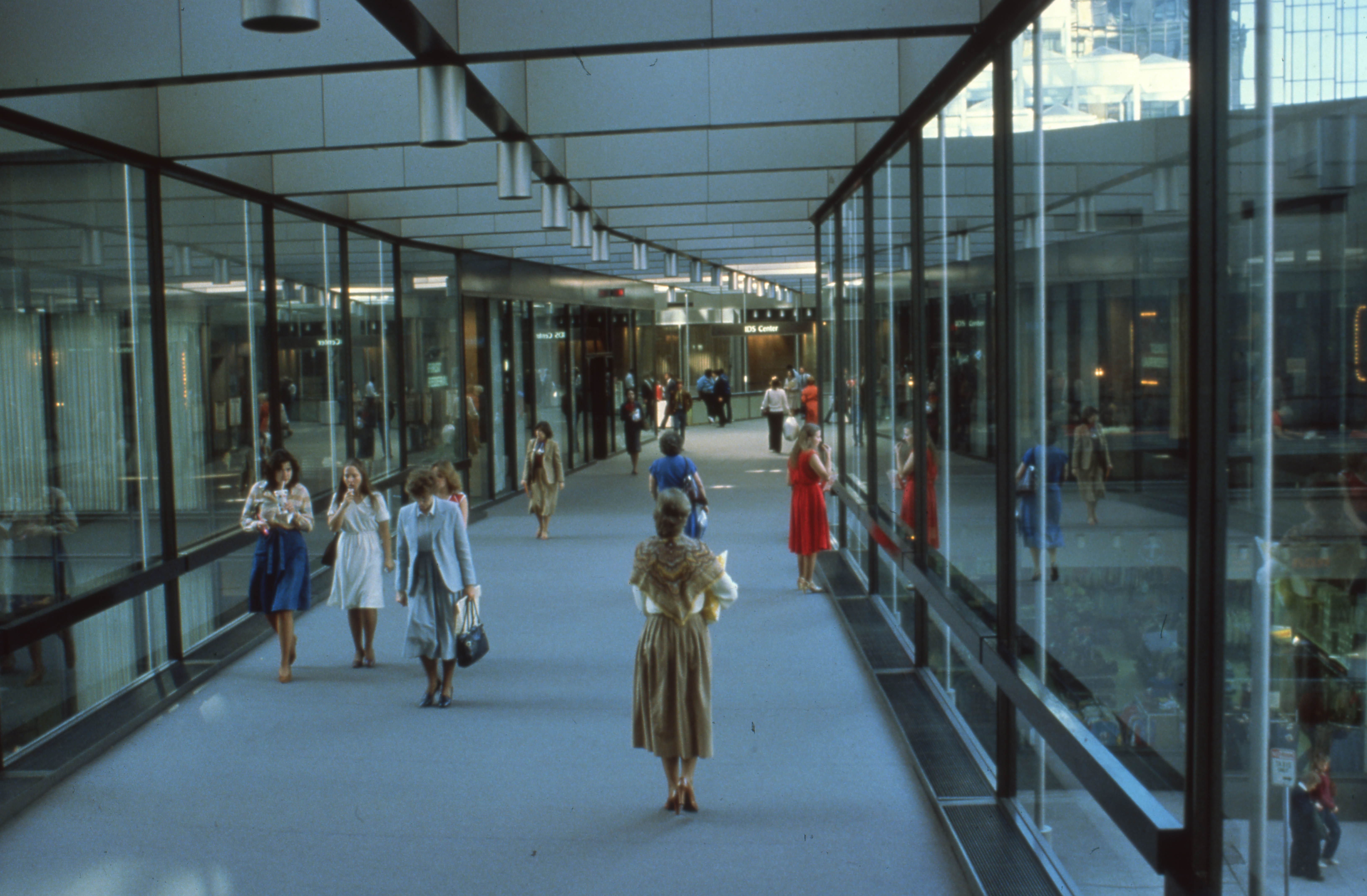
L'intérieur de l'une des passerelles de l'IDS Center en 1980.

## Analyse et comparatifs
Une analyse historique de la construction du réseau de passerelles montre que la gouvernance de ce système associait des partenaires privés, essentiellement propriétaires fonciers, et la collectivité locale. Un des handicaps initiaux du réseau était sa dépendance au bon vouloir des propriétaires, notamment en matière d'heures de fermeture ; c'est l'intervention de la puissance publique qui aboutit à la constitution du Skyway Advisory Committee, instance de partenariat public-privé permettant une gestion optimisée de ce réseau. Ce comité réussit notamment à définir une harmonisation des horaires d'ouverture, une politique commune d'accessibilité aux personnes à mobilité réduite, ainsi qu'une signalisation et une cartographie harmonisées.
Le principal facteur d'accroissement du réseau à partir des années 1980 est la valeur immobilière. Dès les années 1970, la valeur des commerces du premier étage égale celle des rez-de-chaussée. Dans les années 1980, elle continue à progresser pour en atteindre parfois le double. Les investisseurs sont dès lors encouragés à développer des réseaux qui accroissent leurs revenus locatifs.
Seize villes des États-Unis sont dotées de tels réseaux couvrant au moins douze îlots urbains.
La ville voisine de Saint Paul a développé son propre réseau de passerelles. Mais, à l'inverse de Minneapolis, le développement y a été encadré par la municipalité. Cette gestion publique a notamment donné un aspect plus unifié à l'ensemble du réseau.

## Critiques
Le succès du Minneapolis Skyway System étant acquis, un nouveau type de critique émerge au début du XXIe siècle. Certains acteurs du centre-ville, notamment des commerçants, estiment en effet que le système de passerelles est un aménagement daté, caractéristique de sa conception dans les années 1960, et qui contribue à la dévitalisation du rez-de-chaussée. Le porte-parole de ces revendications, Eric Dayton, pousse même au démantèlement de ces équipements, ce qui est très peu susceptible de se produire.